# Функция Дена
Функция Дена — названная в честь Макса Дена функция в геометрической теории групп, задающая для конечно-заданной группы соответствующее изопериметрическое неравенство. А именно, для заданного конечного задания группы G, значение функции Дена f(n) определяется как максимальное число слов, сопряжённых к соотношениям, которые нужно перемножить, чтобы получить любое тривиальное слово длины не больше n.
Поскольку смена системы образующих приводит к изменению в ограниченное число раз длин слов, а смена системы соотношений — к изменению в ограниченное число раз числа используемых соотношений, при отсутствии зафиксированной системы образующих функцию Дена рассматривают как класс эквивалентности по отношению {\displaystyle f\sim g,} если
{\displaystyle \exists C>0:\quad \forall n\quad f(n)\leq Cg(Cn),\quad g(n)\leq Cf(Cn).}
Её невычислимость равносильна неразрешимости в группе проблемы тождества слов; группы с линейной функцией Дена гиперболичны.